# Гора Лопатіна
Гора Лопа́тіна (рос. гора Лопатина) — гора у північній частині Східно-Сахалінських гір, найвища точка острова Сахаліну (1609 м); територія Тимовського міського округу Сахалінської області Російської Федерації. Названа у 1910 році Російським географічним товариством у пам'ять про російського геолога і географа, дослідника Сибіру і Далекого Сходу Інокентія Лопатіна.
Складена метаморфічними породами. Схили вкриті хвойним лісом, пригребневі частини — кедровим сланцем.